# Parti socialiste (Irlande)
Pour les articles homonymes, voir Parti socialiste.
Le Parti socialiste (en anglais, Socialist Party, en irlandais Páirtí Sóisialach, SP) est un parti politique irlandais (actif dans la république et en Irlande du Nord), fondé en 1996, de type marxiste (trotskiste).

## Histoire
Il appartient à la Gauche unitaire européenne. Il dispose d'un député européen de 2009 à 2014, d'abord Joe Higgins, élu au Dáil Éireann en 1997, puis à partir de 2011, Paul Murphy. Le parti est également la section irlandaise du Comité pour une Internationale ouvrière et de la coalition irlandaise de l'Alliance de la gauche unie.

## Résultats électoraux

### Irlande

#### Dáil Éireann
| Année | Voix                                            | %                                               | Sièges  |
| ----- | ----------------------------------------------- | ----------------------------------------------- | ------- |
| 1997  | 12 445                                          | 0,7                                             | 1 / 166 |
| 2002  | 14 896                                          | 0,8                                             | 1 / 166 |
| 2007  | 13 218                                          | 0,6                                             | 0 / 166 |
| 2011  | 26 770                                          | 1,2                                             | 2 / 166 |
| 2016  | Au sein de Solidarité-Le Peuple avant le profit | Au sein de Solidarité-Le Peuple avant le profit | 3 / 158 |
| 2020  | Au sein de Solidarité-Le Peuple avant le profit | Au sein de Solidarité-Le Peuple avant le profit | 1 / 158 |

#### Parlement européen
| Année | Voix   | %   | Sièges |
| ----- | ------ | --- | ------ |
| 1999  | 10 619 | 0,8 | 0 / 15 |
| 2004  | 23 218 | 1,3 | 0 / 13 |
| 2009  | 50 510 | 2,7 | 1 / 12 |
| 2014  | 29 953 | 1,8 | 0 / 11 |

### Irlande du Nord

#### Assemblée d'Irlande du Nord
| Année | Voix | %   | Sièges  |
| ----- | ---- | --- | ------- |
| 1998  | 789  | 0,1 | 0 / 108 |
| 2003  | 343  | 0,0 | 0 / 108 |
| 2007  | 473  | 0,1 | 0 / 108 |
| 2011  | 819  | 0,1 | 0 / 108 |